# Шампион (сериал)
Шампион (на турски: Şampiyon) e турски сериал, излъчен премиерно през 2019 г.

## Актьорски състав
- Толгахан Сайъшман — Фърат (Кафкас)
- Йълдъз Чааръ Атиксой — Суна
- Ердал Йозячълар — Яман
- Еркан Авджъ — Зафер
- Емир Йозгечен — Гюнеш
- Илайда Алишан — Незлихан
- Мехмет Боздаг — Тансел
- Бахар Сюер — Мючела
- Волкан Кескин — Ураз
- Халит Озгур Сари — Керем
- Ведат Еринцин — Харун
- Мелтем Савджи — Гюлтен
- Берк Яйгън — Серхат
- Ищар Гьоксевен — Дервиш
- Гизем Караджа — Елиза
- Шахин Кендирджи — Шахин

## В България
Сериалът започва на 5 март 2025 г. по Dizi (Timeless Drama Channel/Timeless Dizi Channel) и завършва на 24 юли.